# Барков, Александр Владимирович
Барко́в Алекса́ндр Влади́мирович, родился 21 марта 1947 года, в п. имени Ленина. Профессор кафедры уголовного права,  кандидат юридических наук. Ученый в области уголовного права.  Барков имеет более 120 научных работ.

## Биография
Барков Александр Владимирович родился 21 марта 1947 г. в поселке Ленина (поселок Колодищи) Минского района Минской области. С августа 1972 г. преподаватель кафедры уголовного права Белорусского государственного университета, после старший преподаватель и доцент той же кафедры. С декабря 1988 г. по июнь 2005 г.– заведующий кафедрой уголовного права Белорусского государственного университета. В мае 2005 г. получил ученое звание профессора и стал профессором  кафедры уголовного права БГУ. С 22 ноября 2006 г. заместитель директора по научно-методической работе в  Институте переподготовки и повышения квалификации судей, работников прокуратуры, судов и учреждений юстиции Белорусского государственного университета. В апреле 2008 г. заведующий кафедрой судебной деятельности Института.

## Научная деятельность
В 1977г. защитил диссертацию «Уголовно-правовые средства, стимулирующие раскрытие преступлений» на соискание ученой степени кандидата юридических наук. Опубликовал свыше 120 научных трудов, среди которых монография «Уголовный закон и раскрытие преступлений», автор 7 учебников и ряда учебных пособий. Редактор и автор четырех комментариев к Уголовному кодексу Республики Беларусь (1989, 2003, 2007 и 2010 гг.). С 1998 г. по 2003 г. Барков А.В. входил в состав Правового консультативного совета при Президенте Республики Беларусь. Указом Президента Республики Беларусь от 20 января 2005 г. № 41 включен в состав Комиссии по вопросам помилования при Президенте Республики Беларусь. Член Научно-консультативных советов при Верховном Суде Республики Беларусь, при Министерстве юстиции Республики Беларусь. Входит в редакционные советы журналов «Юстиция Беларуси» и «Законность и правопорядок».  С 1992 г. вошел в рабочую группу по подготовке проекта Уголовного кодекса Беларуси, а с мая 1995 г. возглавил эту группу. В качестве представителя Республики Беларусь в 1995-1996 гг. участвовал в разработке Модельного уголовного кодекса для государств-участников Содружества Независимых Государств. В 1998-1999 гг. возглавлял рабочую группу по доработке проекта УК Беларуси ко второму чтению в Национальном собрании Республики Беларусь.

## Звания
1. «Заслуженный юрист Республики Беларусь».
2. «Почетный работник юстиции Беларуси».
3. награжден «Ганаровай граматай Нацыянальнага сходу Рэспублікі Беларусь».
4. награжден юбилейной медалью «80 год Пракуратуры Рэспублікі Беларусь».

## Основные труды
- Научно-практический комментарий к Уголовному кодексу Белорусской

ССР (1989);
- Уголовный кодекс Республики Беларусь 1999. Обзорная статья (2000);
- Ретроспективность норм Общей части Уголовного кодекса Беларуси 1999 (в соавт.);
- Практикум по уголовному праву (2001);
- Обратная сила норм Особенной части Уголовного кодекса

Республики Беларусь (2001);
- Уголовный кодекс Республики Беларусь (Обзорн. ст.)(2001).